# Chiloglanis emarginatus
Chiloglanis emarginatus är en fiskart som beskrevs av Rex A. Jubb och Le Roux, 1969. Chiloglanis emarginatus ingår i släktet Chiloglanis och familjen Mochokidae. IUCN kategoriserar arten globalt som livskraftig. Inga underarter finns listade i Catalogue of Life.